# Bernd Scharioth
Bernd Scharioth (1937–nach 1997) war ein Dokumentarfilmregisseur für das DDR-Fernsehen.

## Leben und Wirken
Bernd Scharioth stammte wahrscheinlich aus einer ungarischen Familie. Für den Deutschen Fernsehfunk drehte er seit 1966 einige Dokumentarfilme, darunter 1969 Sonntag, den … mit der Schriftstellerin Brigitte Reimann. Die letzte Produktion ist von 1978 bekannt.
Er war mit der ungarischen Gebrauchsgrafikerin Erzsebet Scharioth (* 1948) verheiratet.

## Filmografie
- 1966 Der neue Arbeitsplatz (Der Mensch neben dir)[4]
- 1966 Die Ablösung (Der Mensch neben dir)[5]
- 1970 Sonntag, den … Briefe aus einer Stadt, mit Brigitte Reimann
- 1970 Deckname Terminal. Neubeginn in Potsdam
- 1976 Vietnamesisches Tagebuch[6]
- 1978 Arbeit könnte Freude machen